# Fügöd
Fügöd est une ancienne commune rattachée en 1984 à la ville d'Encs avec Abaújdevecser et Gibárt, dans le département de Borsod-Abaúj-Zemplén en Hongrie. La commune a été créée en 1936 par fusion d'Alsófügöd et Felsőfügöd.